# Christopher Lloyd (Drehbuchautor)
Christopher Lloyd (* 18. Juni 1960 in Waterbury, Connecticut) ist ein US-amerikanischer Drehbuchautor und Produzent von Comedy-Serien.
Lloyd ist bekannt für seine Arbeit an den Fernsehserien Überflieger, Frasier, Out of Practice – Doktor, Single sucht …, Back to You und Modern Family. Ebenso bei elf Folgen der Golden Girls steuerte er das Drehbuch bei. Zweimal gewann er den Primetime Emmy Award for Outstanding Writing for a Comedy Series; 1996 für eine Frasier-Episode, 2010 für den Pilot der Serie Modern Family. 
2006 gewann er den Annie Award für Writing in an Animated Feature Production für Flutsch und weg, 2009 den Writers Guild of America Award für Modern Family in den Kategorien New Series und Episodic Comedy.
Christopher Lloyd ist Sohn des Comedy-Autors David Lloyd (1934–2009) und war verheiratet mit der Schauspielerin Arleen Sorkin (1955–2023).